# Skålsjön (Färila socken, Hälsingland)
Skålsjön är en sjö i Ljusdals kommun i Hälsingland och ingår i Ljusnans huvudavrinningsområde. Sjön är 7 meter djup, har en yta på 0,301 kvadratkilometer och befinner sig 211,9 meter över havet.

## Delavrinningsområde
Skålsjön ingår i det delavrinningsområde (685191-149030) som SMHI kallar för Utloppet av Skålsjön. Medelhöjden är 221 meter över havet och ytan är 1,84 kvadratkilometer. Det finns ett avrinningsområde uppströms, och räknas det in blir den ackumulerade arean 13,56 kvadratkilometer. Vattendraget som avvattnar avrinningsområdet har biflödesordning 4, vilket innebär att vattnet flödar genom totalt 4 vattendrag innan det når havet efter 153 kilometer. Avrinningsområdet består mestadels av skog (82 procent). Avrinningsområdet har 0,3 kvadratkilometer vattenytor vilket ger det en sjöprocent på 16,3 procent.